# The Airborne Toxic Event
The Airborne Toxic Event ist eine US-amerikanische Indie-Rock-Band.

## Geschichte
Der angehende Schriftsteller Mikel Jollett gründete die Band 2004 zusammen mit Daren Taylor im kalifornischen Los Feliz. Bekannt wurden sie durch ihren MySpace-Auftritt, durch den sie vom Magazin Rolling Stone in die Liste der MySpace-Top-Bands 2006 aufgenommen wurden. Für die Bühnenbesetzung wurde The Airborne Toxic Event auf fünf Mitglieder erweitert. Der Bandname ist aus dem Roman Weißes Rauschen von Don DeLillo entliehen.
Nach ersten Auftritten folgten im Jahr darauf erste Veröffentlichungen und 2008 der Plattenvertrag mit Majordomo Records. Ihr Debütalbum, das den Bandnamen als Titel trägt, erschien noch im selben Jahr in den USA und hielt sich mehrere Wochen auf Platz 1 der Heatseeker-Charts. Mehreren Auftritten bei den großen US-Festivals folgten auch Auftritte in Kanada und Großbritannien. Dort erschien das Album Anfang 2009 und erreichte Platz 35 der UK-Charts. Die Single Sometime Around Midnight wurde zu einem Top-40-Hit und dem iTunes #1 Song in der Kategorie Alternativ 2008.
2010 erschien das Live-Album All I Ever Wanted, welches beim ausverkauften Konzert der Band in der Walt Disney Concert Hall (Los Angeles) am 4. Dezember 2009 aufgezeichnet wurde. Ebenfalls enthalten ist eine Dokumentation über die Vorbereitungen und das Konzert selber, bei dem unter anderem The Calder Quartet und eine Marching-Band auftraten.
Am 26. April 2011 brachte die Band ihr zweites Studioalbum All At Once heraus.
Am 30. September 2013 erschien das vierte Album der Band mit dem Titel Such Hot Blood.
Am 3. Oktober 2014 stellte die Band die erste Single Wrong aus ihrem kommenden vierten Studioalbum im Philadelphia’s Radio vor.
2014 verließ Bassist Noah Harmon die Band aus persönlichen Gründen. Er wurde durch Adrian Rodriguez ersetzt. 
In neuer Besetzung erschienen 2015 die Alben Dope Machines und Songs of god and whiskey.

## Diskografie
Alben
- The Airborne Toxic Event (2009)
- All I Ever Wanted  (2010)
- All at Once (2011)
- Such Hot Blood (2013)
- Dope Machines (Februar 2015)
- Songs of God and Whiskey (April 2015, nur Download)
- Hollywood Park (Mai 2020)
- Live at the Greek (Live-Album, August 2023)
- Glory (September 2024)

Singles
- Gasoline (2008)
- Sometime Around Midnight (2008, US: Gold)[3]
- Happiness Is Overrated (2009)
- Wishing Well (2009)
- Does This Mean You’re Moving On? (2009)
- Changing (2011)
- Timeless (2013)
- The Storm (2013)
- Wrong (2014)
- Chains (2015)
- Faithless (2022)